# Framskjuten enhet

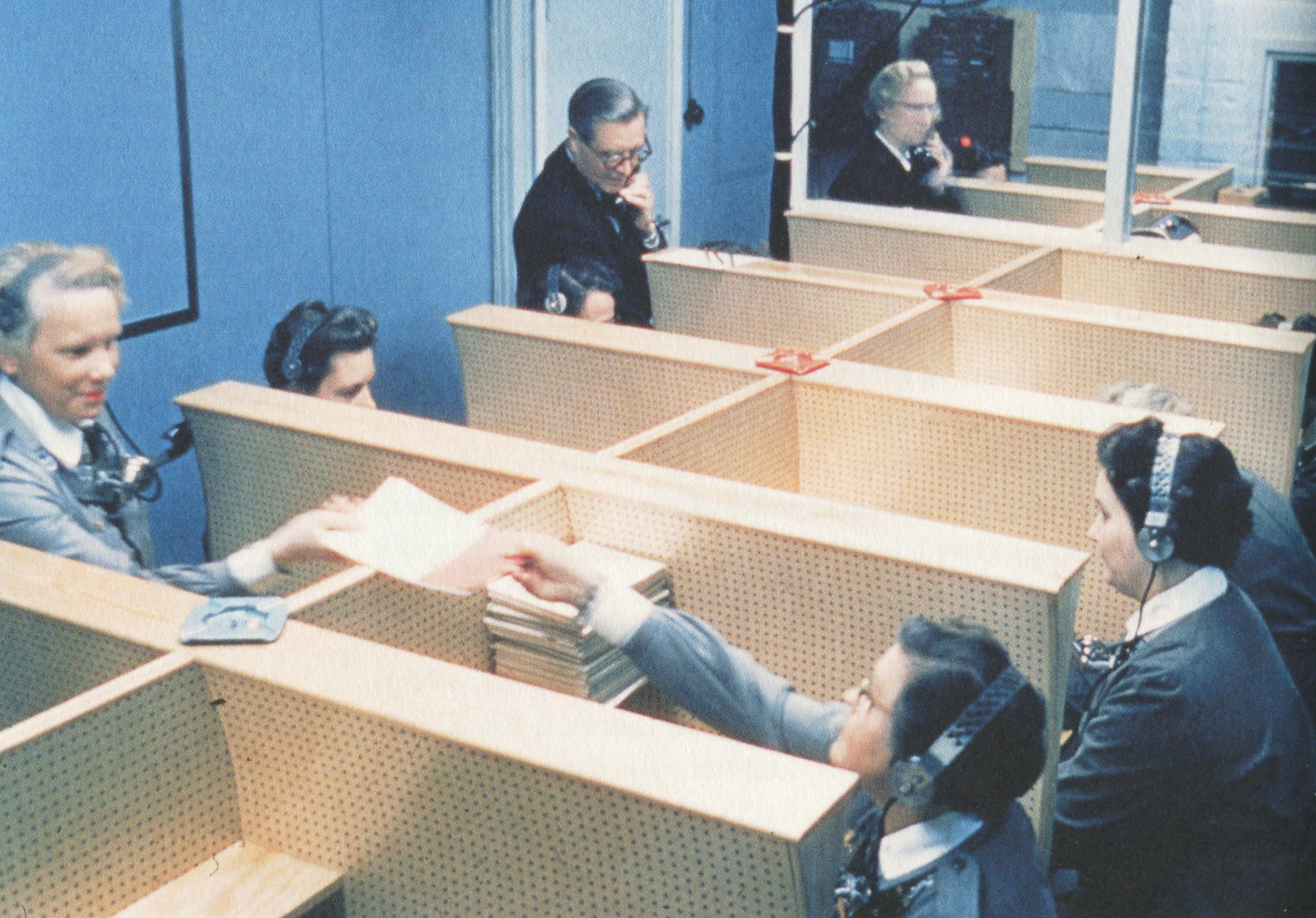
Sambandsövning i en ledningscentral på 1950-talet.

En framskjuten enhet (FE) var en ledningsplats för civilförsvaret som inrättades i Sverige på 1970-talet. Härifrån skulle i en kris- eller krigssituation ledning och samordning av det civila samhället skötas. Efter kalla krigets slut förlorade FE-anläggningarna sin betydelse och blev nedlagda på 1990-talet. Numera används begreppet ”framskjuten enhet” av räddningstjänsten för lätta insatsfordon i förebyggande arbete.

## Bakgrund
Under efterkrigstiden och fram till 1990-talet var alla kommuner i Sverige enligt lag skyldiga att upprätta en skyddad ledningsplats för det civila försvaret.
I en kris- eller krigssituation skulle ledning och samordning av det civila samhället skötas från speciella civilförsvarsanläggningar byggda i skyddande bergrum. 

## Huvudcentraler och framskjutna enheter

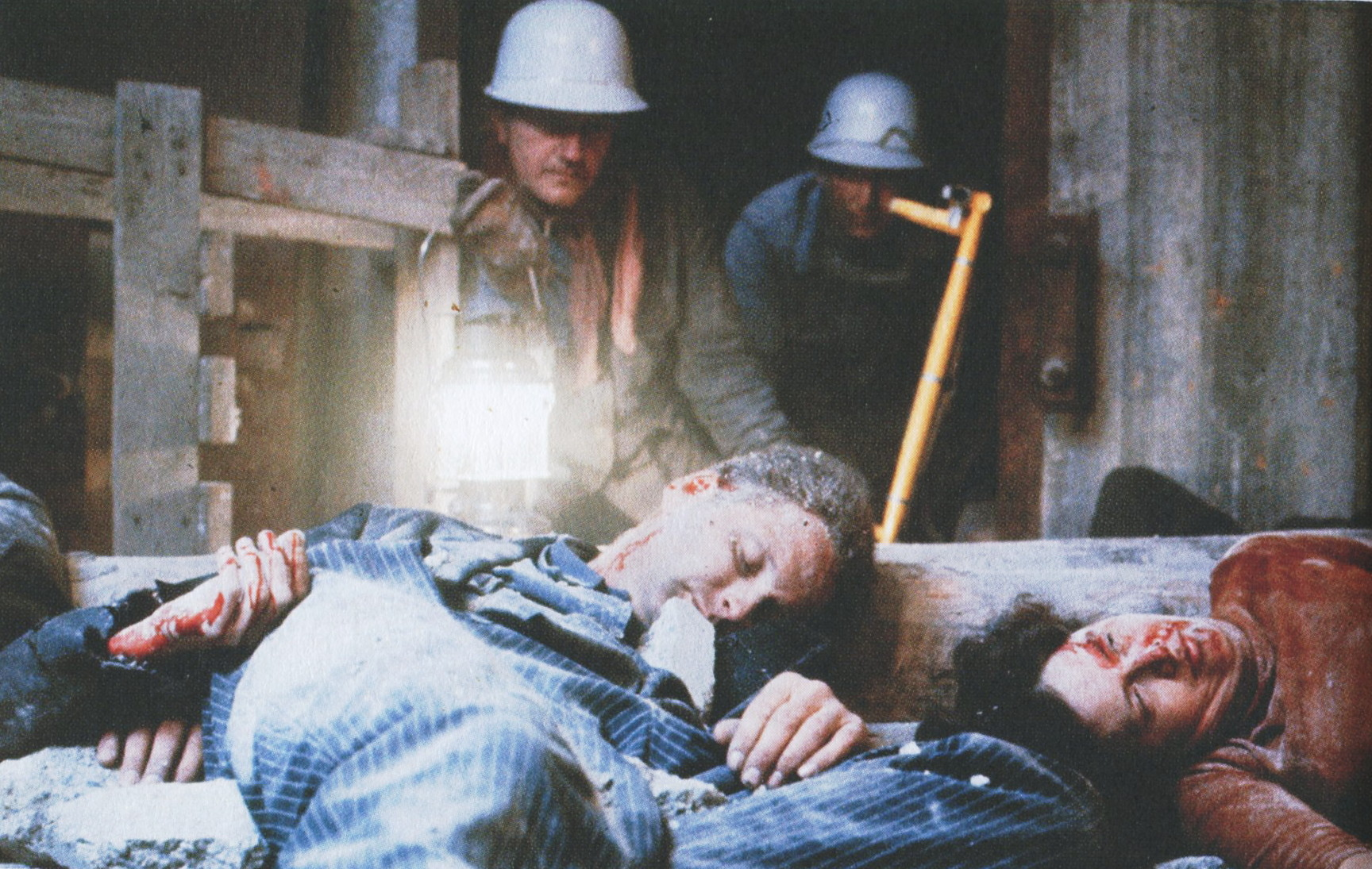
Civilförsvarspersonal övar räddning av sårade, 1960-tal.

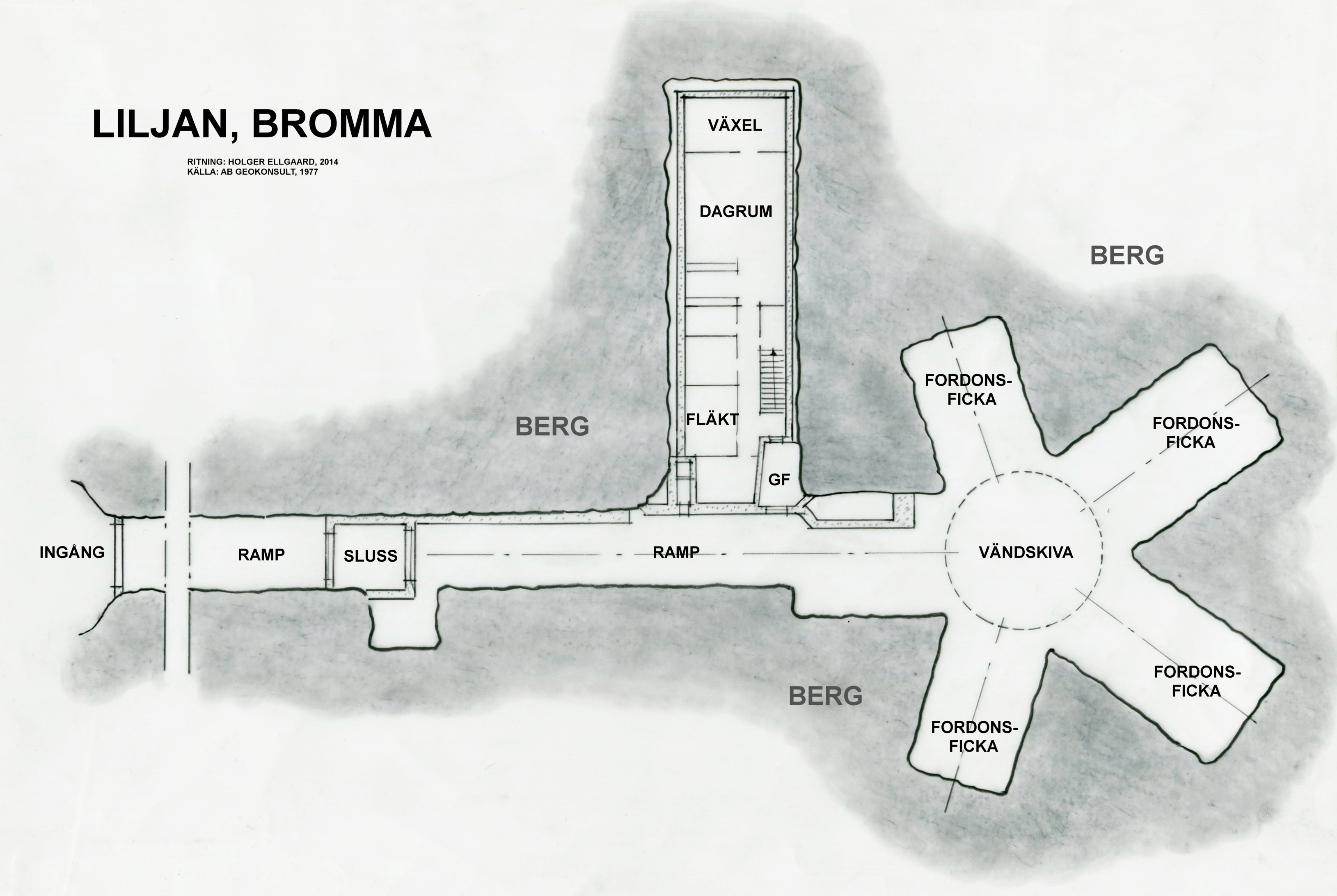
Exempel för en FE-anläggning: Liljan i Bromma. Till höger syns det stjärnformigt anordnade skyddet för insatsfordon.

Så kallade  huvudcentraler (HC) lokaliserades till större städernas utkanter, medan framskjutna enheter (FE) opererade från en ”framskjuten position”, ofta i städernas centrala delar eller stadsdelsvis. Här var det tänkt att representanter från kommunen, sjukvården och räddningstjänsten skulle arbeta. Personalen skulle rapportera in aktuellt läge kring skador, behov av räddningsinsats och liknande till HC. De framskjutna enheterna hade radiokommunikation med varandra och styrdes från HC. Storlek på anläggningen berodde på kommunens storlek. Några ledningscentraler förlades i berg, andra låg i ett normalt skyddsrum, exempelvis under kommunalhuset eller en brandstation. 
I nästan varje kommun inrättades en ledningscentral, exakt hur många som byggdes är oklart. Många av dem anlades redan under andra världskriget och moderniserades på 1950-talet och 1970-talet att tåla bland annat även tryckvågor från kärnvapen. Förutom HC och FE fanns även DC (distriktscentral) i exempelvis stadsdelar och LC (ledningscentral) i mindre orter. På 1960-talet fick distriktscentralerna nya uppgifter och blev förläggningsplatser för de nyupprättade FE-enheterna. Det dröjde dock till 1970-talets slut innan omläggningen var genomförd.
Huvudcentraler fick namn efter djur, de båda största anlades på 1970-talet och ligger i Stockholmstrakten, Elefanten i Sollentuna kommun och Vargen i Huddinge kommun.  I Södertälje fanns en något mindre anläggning som kallades Tordyveln. De framskjutna enheterna uppkallades efter växtnamn, exempelvis Maskrosen på Östermalm, Pionen på Södermalm, Nässlan i Midsommarkransen och Liljan i Bromma. I början av 1990-talet innan civilförsvaret avvecklades fanns 17 framskjutna enheter i Stockholms län varav sex av dessa även hade parkeringskydd för räddningstjänstens fordon. Styrkan i en FE-anläggning varierade mellan 30 och 60 personer. För dem fanns logement inne i anläggningen. På 1990-talet avvecklades landets FE-anläggningar. Idag står de tomma eller kommunen hyr ut dem till privat verksamhet som verkstäder eller parkeringsgarage.

## Räddningstjänstens metod ”framskjuten enhet”
Numera används begreppet ”framskjuten enhet” av räddningstjänsten för exempelvis en brandbil med två till tre brandmän, som främst sätts in i en förebyggande, snabb insats. Insatsfordonet är laddat med den utrustning och redskap som krävs för att klara sjukvårdslarm, brand, trafikolycka och vattenlivräddning. Metoden "framskjuten enhet" minskar riskerna för brandmän under släckningsinsats, möjligheterna att rädda liv, egendom och miljö ökar och den underlättar för kvinnor att arbeta som brandmän . Metoden utvecklades vid Räddningsverket Sandö.